# KINGMAX
KINGMAX（キングマックス）とは、台湾の半導体メモリメーカーである。

## 概要
1989年に創業。主にフラッシュメモリやDRAMなどの半導体メモリを製造、梱包、販売している。
日本国内では磁気研究所が輸入販売している。
以下の5つのグループ会社から構成される。
- KINGMAX Semiconductor Inc.（モジュール）
- KINGPAK Technology Inc.（梱包・製品のテスト）
- KINGMAX Digital Inc.（フラッシュメモリ製造）
- International Branding Marketing Inc.（半導体メモリの販売代理店）
- TRUEPAK ELECTRON (GUANGZHOU) LTD（梱包）